# Komunizm: system–ludzie–dokumentacja
Komunizm: system–ludzie–dokumentacja – rocznik naukowy wydawany przez Instytut Pamięci Narodowej oraz Towarzystwo Nauki i Kultury „Libra”. 

## Historia
Czasopismo ukazuje się od 2012 roku. W 2017 roku periodyk stał się czasopismem lubelskiego Oddziału Instytutu Pamięci Narodowej. W roczniku publikowane są: studia i artykuły, materiały i dokumenty, recenzje i omówienia dotyczące dziejów ruchu komunistycznego. Pierwszym redaktorem naczelnym był Mirosław Szumiło, obecnie funkcję tę sprawuje Marcin Kruszyński. 

## Redakcja
W skład redakcji wchodzą: 
- Dariusz Magier,
- Jacek W. Wołoszyn,
- Paweł Libera,
- Monika Mackiewicz,
- Sylwia Szyc,
- Martyna Grądzka-Rejak.

## Rada naukowa
W skład rady naukowej periodyku wchodzą: 
- Wołodymyr Baran,
- Marek Chodakiewicz,
- Andrzej Chojnowski,
- Antoni Dudek,
- Jerzy Eisler,
- Mirosław Golon,
- Bogdan Musiał,
- Andrzej Paczkowski,
- Wojciech Roszkowski,
- Stephen Wheatcroft,
- Sorin Radu,
- John Connelly,
- Mirosław Szumiło,
- Ron Matthews.